# شيري إل. سميث
شيري إل. سميث (بالإنجليزية: Sherri L. Smith)‏ (17 مارس 1971، شيكاغو في الولايات المتحدة)؛ كاتِبة مُتخصِّصة في أدب الأطفال وروائية أمريكية.